# Cyphura atramentaria
Cyphura atramentaria är en fjärilsart som beskrevs av Warren. Cyphura atramentaria ingår i släktet Cyphura och familjen Uraniidae. Inga underarter finns listade i Catalogue of Life.